# Comisión Nacional de los Salarios Mínimos
La Comisión Nacional de los Salarios Mínimos (CONASAMI) es un Organismo Público Descentralizado del Gobierno Federal, que se constituyó por Decreto de reformas y adiciones a la Ley Federal del Trabajo (LFT), publicado en el DOF el 31 de diciembre de 1962, como consecuencia de la reforma al artículo 123 de la Constitución Política de los Estados Unidos Mexicanos, publicada en el DOF el 21 de noviembre de 1962; su objeto fundamental es el de fijar los salarios mínimos según procedimiento que señalan los artículos 570 al 574 de la LFT. La CONASAMI funciona en términos del artículo 551 de la LFT, con un Presidente, un Consejo de Representantes y una Dirección Técnica.

## Historia

### Antecedentes
De manera legal el salario mínimo en México nace en 1934 bajo la presidencia de Abelardo Rodríguez. En un mensaje a la Nación, el 17 de agosto de ese año dijo que:
“Al asumir la Presidencia de la República, persistí en mi actitud tendiente a elevar el estándar de vida de las clases laborantes, pues he sustentado el criterio de que, no solo pesa sobre el hombre la obligación de trabajar, sino que también tiene un derecho indiscutible a percibir un salario que le permita satisfacer sus necesidades, tanto las más apremiantes como aquellas que lo capaciten para acrecentar su cultura y desenvolver su existencia progresivamente, hasta que no haya un solo trabajador que desconozca el disfrute de una vivienda confortable, de una comida nutritiva y de una indumentaria que lo proteja de las inclemencias del tiempo… A estas nuevas orientaciones responde la fijación del salario mínimo en nuestro país”.
En 1970 se publica en Diario Oficial de la Federación una nueva Ley Federal del Trabajo donde se define nuevamente el salario mínimo, además de establecerse las atribuciones que corresponderán a la dirección técnica de Conasami.

#### Salario mínimo en la Constitución de 1917
En el siglo XX, México es uno de los países pioneros en materia de salarios mínimos. En la Constitución de 1917, en su artículo 123, fracción VI, por primera vez, quedó establecido un salario mínimo con amplitud nacional, como base para las leyes sobre el trabajo que habrían de expedir el Congreso de la Unión y las legislaturas de los estados… El  ingeniero Pastor Rouaix y José N. Macías encabezaron la comisión encargada de redactar el artículo 123 que elevó a rango constitucional los derechos de los trabajadores… haciéndolo el más avanzado de la época.

Artículo 123.-El Congreso de la Unión y las Legislaturas de los Estados deberán expedir leyes sobre el trabajo, fundadas en las necesidades de cada región, sin contravenir a las bases siguientes, las cuales regirán el trabajo de los obreros, jornaleros, empleados domésticos y artesanos, y de una manera general todo contrato de trabajo...
Fracción VI El salario mínimo que deberá disfrutar el trabajador será el que se considere suficiente, atendiendo las condiciones de cada región, para satisfacer las necesidades normales de la vida del obrero, su educación y sus placeres honestos, considerándolo como jefe de familia. En toda empresa agrícola, comercial, fabril o minera, los trabajadores tendrán derecho a una participación en las utilidades, que será regulada como indica la fracción IX….…Fracción X.

#### Ley Federal del Trabajo de 1931
La Ley Federal del Trabajo de 1931 reguló prácticamente todos los aspectos principales del derecho laboral: los individuales, los colectivos, los administrativos y los procesales. La Ley Federal del Trabajo surgió durante el gobierno de Pascual Ortiz Rubio. Es la ley rectora del derecho laboral en México, por encima de ella sólo se encuentra lo dispuesto en la Constitución Política de los Estados Unidos Mexicanos, donde se consagra el derecho al trabajo en el artículo 123. Ha sido reformado en varias ocasiones.

### Reforma a Ley Federal del Trabajo de 1986
En diciembre de 1986 se publicó la reforma a la fracción VI del apartado A del artículo 123 constitucional en materia de salarios mínimos, incorporando el concepto de áreas geográficas en vez del anterior de zonas económicas, sustituyendo la expresión actividades industriales y comerciales por actividades económicas, así como determinando que los salarios mínimos se fijarán sólo por la Conasami, suprimiendo el señalamiento de que se fijaban por comisiones regionales que luego lo sometían a la aprobación de la Comisión Nacional, ya que tal procedimiento de dos instancias complicaba operativamente los incrementos respectivo.

### Presidentes
| Presidentes                   | Periodo                 |
| ----------------------------- | ----------------------- |
| Gilberto Loyo González        | 1963 - 1973             |
| Javier Bonilla García         | 1973 - 1976 1982 - 1988 |
| Manuel Uribe Castañeda        | 1976 - 1981             |
| Antonio Ortiz Salinas         | 1981 - 1982             |
| Norma Samaniego de Villarreal | 1988 - 1991             |
| Basilio González Núñez        | 1991 - 2018             |
| Andrés Peñaloza Méndez        | 2018 - 2020             |
| Luis Felipe Munguía Corella   | 2020 -                  |

## Integración
De acuerdo con la Ley Federal del Trabajo, Capítulo VI, Artículo 551.- La Conasami funcionará con un Presidente, un Consejo de Representantes y una Dirección Técnica.

### Presidente
El Presidente de la Comisión será nombrado por el Presidente de la República y  deberá satisfacer los requisitos siguientes:
I. Ser mexicano, mayor de treinta y cinco años de edad y estar en pleno ejercicio de sus derechos;
II. Poseer título legalmente expedido de licenciado en derecho o en economía;
III. Haberse distinguido en estudios de derecho del trabajo y económicos;
IV. No ser ministro de culto; y
V.  No haber sido condenado por delito intencional sancionado con pena corporal 
El Presidente de la Conasami tiene los deberes y atribuciones siguientes:
I. Someter al Consejo de Representantes el plan anual de trabajo preparado por la Dirección Técnica;
II. Reunirse con el director y los Asesores Técnicos, una vez al mes, por lo menos; vigilar el desarrollo del plan de trabajo que efectúen las investigaciones y estudios complementarios que juzgue conveniente;
III. Informar periódicamente al Secretario del Trabajo y Previsión Social de las actividades de la Comisión;
IV. Citar y presidir las sesiones del Consejo de Representantes;
V. Disponer la organización y vigilar el funcionamiento de las Comisiones Consultivas de la Comisión Nacional;
VI. Presidir los trabajos de las Comisiones Consultivas o designar, en su caso, a quienes deban presidirlos;
VII. Los demás que le confieran las leyes.

### Consejo de representantes
El Consejo de Representantes se integrará:
I. Con la representación del gobierno, compuesta del Presidente de la Comisión, que será también el Presidente del Consejo y que tendrá el voto del gobierno, y de dos asesores (ver requisitos en Art. 555 Ley Federal del Trabajo, Capítulo VI), con voz informativa, designados por el Secretario del Trabajo y Previsión Social;
II. Con un número igual, no menor de cinco, ni mayor de quince, de representantes propietarios y suplentes de los trabajadores sindicalizados y de los patrones, designados cada cuatro años, de conformidad con la convocatoria que al efecto expida la Secretaría del Trabajo y Previsión Social (STPS). Si los trabajadores o los patrones no hacen la designación de sus representantes, la hará la misma STPS, debiendo recaer en trabajadores o patrones; y
III. El Consejo de Representantes deberá quedar integrado el primero de julio del año que corresponda, a más tardar.
Los representantes de los trabajadores y de los patrones deberán satisfacer los requisitos siguientes:
I. Ser mexicanos, mayores de veinticinco años y estar en pleno ejercicio de sus derechos;
II. No ser ministro de culto;
III. No haber sido condenados por delito intencional sancionado con pena corporal.

### Dirección técnica
La Dirección Técnica se integrará:
I. Con un Director, nombrado por la STPS;
II. Con el número de Asesores Técnicos que nombre la misma Secretaría; y
III. Con un número igual, determinado por la STPS de Asesores Técnicos Auxiliares, designados por los representantes de los trabajadores y de los patrones. 
El Director, los Asesores Técnicos y los Asesores Técnicos Auxiliares, deberán satisfacer los requisitos siguientes:
I. Ser mexicanos, mayores de veinticinco años y estar en pleno ejercicio de sus derechos;
II. Poseer título legalmente expedido de licenciado en derecho o en economía;
III. No ser ministro de culto; y 
IV. No haber sido condenados por delito intencional sancionado con pena corporal. 
La Dirección Técnica tiene los deberes y atribuciones siguientes:
I. Realizar los estudios técnicos necesarios y apropiados para determinar la división de la República en áreas geográficas, formular un dictamen y proponerlo al Consejo de Representantes;
II. Proponer al Consejo de Representantes modificaciones a la División de la República en áreas geográficas y a la integración de las mismas; siempre que existan circunstancias que lo justifiquen;
III. Practicar las investigaciones y realizar los estudios necesarios y apropiados para que el Consejo de Representantes pueda fijar los salarios mínimos;
IV.     Sugerir la fijación de los salarios mínimos profesionales;
V. Publicar regularmente las fluctuaciones ocurridas en los precios y sus repercusiones en el costo de la vida para las principales localidades del país;
VI.     Resolver, previa orden del Presidente, las consultas que se le formulen en relación con las fluctuaciones de los precios y sus repercusiones en el poder adquisitivo de los salarios;
VII. Apoyar los trabajos técnicos e investigaciones de las Comisiones Consultivas; y
VIII. Los demás que le confieran las leyes. (revisar los artículos 562 y 563 de la Ley Federal del Trabajo, Capítulo VI donde se señala le deberá hacer esta dirección Técnica para cumplir con sus atribuciones). 
El Director Técnico tiene los deberes y atribuciones siguientes:
I. Coordinar los trabajos de los asesores;
II. Informar periódicamente al Presidente de la Comisión y al Consejo de Representantes, del estado de los trabajos y sugerir se lleven a cabo investigaciones y estudios complementarios;
III. Actuar como Secretario del Consejo de Representantes; y
IV. Disponer, previo acuerdo con el Presidente de la Comisión Nacional, la integración oportuna de los Secretariados Técnicos de las Comisiones Consultivas; y
V. Los demás que le confieran las leyes.

## Funciones

### Atribuciones
La Conasami tiene como objetivo fundamental cumplir con lo establecido en el artículo 94 de la Ley Federal del Trabajo, en el que se le encomienda que, en su carácter de órgano tripartito, lleve a cabo la fijación de los salarios mínimos legales, procurando asegurar la congruencia entre lo que establece la Constitución Política de los Estados Unidos  Mexicanos con las condiciones económicas y sociales del país, propiciando la equidad y la justicia entre los factores de la producción, en un contexto de respeto a la dignidad del trabajador y su familia. Para dar cumplimiento la Ley Federal de Trabajo en su Artículo 570 mandata que los salarios mínimos se fijarán cada año y comenzarán a regir el primero de enero del  año siguiente:
Los salarios mínimos podrán revisarse en cualquier momento en el curso de su vigencia siempre que  existan circunstancias económicas que lo justifiquen:
I. Por iniciativa del Secretario del Trabajo y Previsión Social quien formulará al Presidente de la Comisión Nacional de los Salarios Mínimos solicitud por escrito que contenga exposición de los hechos que la motiven; o
II.  A solicitud de los sindicatos, federaciones y confederaciones de trabajadores o de los patrones previo cumplimiento de los siguientes requisitos:
a) La solicitud deberá presentarse a la STPS por los sindicatos, federaciones y confederaciones que representen el cincuenta y uno por ciento de los trabajadores sindicalizados, por lo menos, o por los patrones que tengan a su servicio por lo menos dicho porcentaje de trabajadores.
b) La solicitud contendrá una exposición de los fundamentos que la justifiquen y podrá acompañarse de los estudios y documentos que correspondan.
c) El Secretario del Trabajo y Previsión Social, dentro de los cinco días siguientes a la fecha en que reciba la solicitud correspondiente y previa certificación de la mayoría a que se refiere el inciso a) de este  artículo, la hará llegar al Presidente de la Conasami con los estudios y  documentos que la acompañen.

### Procesos de fijación y revisión de los salarios mínimos

#### Proceso de fijación de los salarios mínimos
En el proceso de fijación de los salarios mínimos se observarán las normas siguientes:
I. Los trabajadores y los patrones dispondrán de un término que vencerá el último de noviembre para presentar los estudios que juzguen convenientes;
II. La Dirección Técnica presentará a la consideración del Consejo de Representantes, a más tardar el último día de noviembre, el Informe al que se refiere la fracción V del artículo 562 de esta Ley;
III. El Consejo de Representantes, durante el mes de diciembre y antes del último día hábil del mismo mes, dictará resolución en la que fije los salarios mínimos, después de estudiar el informe de la Dirección Técnica, y las opiniones, estudios e investigaciones presentadas por los trabajadores y los patrones. Para tal efecto podrá realizar directamente las investigaciones y estudios que juzgue convenientes y solicitar a la Dirección Técnica información complementaria;
IV. La Comisión Nacional expresará en su resolución los fundamentos que la justifiquen; y
V. Dictada la resolución, el Presidente de la Comisión ordenará su publicación en el Diario Oficial de  la Federación la que deberá hacerse a más tardar el treinta y uno de diciembre.

#### Proceso de revisión de los salarios mínimos
En el proceso de revisión de los salarios mínimos se observarán los siguientes procedimientos:  
I. El Presidente de la Comisión Nacional, dentro de los tres días siguientes a la fecha en que haya recibido la solicitud del Secretario del Trabajo y Previsión Social, o en su caso la que le hayan presentado las organizaciones de trabajadores o los patrones, convocará al Consejo de Representantes para estudiar la solicitud y decidir si los fundamentos que la apoyan son suficientes para iniciar el proceso de  revisión. Si la resolución es en sentido afirmativo ordenará a la Dirección Técnica la preparación de un  informe que considere el movimiento de los precios y sus repercusiones en el poder adquisitivo de los  salarios mínimos; así como los datos más significativos de la situación económica nacional para que el Consejo de Representantes pueda disponer de la información necesaria para revisar los salarios mínimos vigentes y fijar, en su caso, los que deben establecerse. Si su resolución es negativa la pondrá en conocimiento del Secretario del Trabajo y Previsión Social; 
II. La Dirección Técnica dispondrá de un término de cinco días, a partir de la fecha en que hubiera  sido instruida por el Presidente de la Comisión Nacional, para elaborar el informe a que se refiere la fracción anterior y hacerlo llegar al Consejo de Representantes por conducto del Presidente de la  Comisión;
III. El Consejo de Representantes, dentro de los tres días siguientes a la fecha en que reciba el  informe de la Dirección Técnica dictará la resolución que corresponda fijando, en su caso, los salarios  mínimos que deban establecerse;
IV. La resolución de la Comisión Nacional establecerá la fecha en que deba iniciarse la vigencia de los  nuevos salarios mínimos que se fijen, la cual no podrá ser posterior a diez días contados a partir de la  fecha en que se emita la resolución; y
V. El Presidente de la Comisión Nacional de los Salarios Mínimos ordenará la publicación de la  Resolución en el Diario Oficial de la Federación dentro de los tres días siguientes a la fecha en que se  haya emitido

### Marco jurídico
La Conasami guía su actuar conforme a la Constitución Política de los Estados Unidos Mexicanos, Artículo 123, Fracción VI, Párrafo Tercero. Así como, lo mandatado en la Ley Federal del Trabajo, Título Tercero, Capítulo VI, Salario Mínimo; Título Once: Capítulo VI, del Artículo 551 al 573 y Capítulo VIII, Artículos 570, 571 y 573.

## Salario Mínimo en México

### Salarios mínimo general y por zonas geográficas
La República Mexicana se dividió en 111 zonas económicas cada zona económica tenía su salario mínimo general y el salario mínimo para los trabajadores del campo (DOF 28 y 30 de diciembre de 1963), para 1977 se reducen a 89 zonas económicas en el periodo de 1964 a 1981 cada zona económica tenía su salario mínimo general y salario mínimo para los trabajadores del campo (DOF 30-12-1974), en 1982 en las 89 zonas salariales se agruparon en 5 grupos salariales (DOF 31-12-1982), en 1983 se reduce a 4 grupos salariales (DOF 31-12-1983), en 1984 la República Mexicana se redujo a 67 zonas económicas (DOF 11-12-1984), en 1986 se establecen 3 grupos de zonas salariales (DOF 1-06-1986).
El proceso de compactación de las regiones salariales del país se inició en 1986, al darse por concluido el antiguo sistema de zonas geográficas, coordinadas por 67 Comisiones Regionales; sistema que entrañaba disputas intrarregionales y daba lugar a severos problemas de coordinación nacional en los días y horas previos a la fijación de los salarios mínimos.
Para fines prácticos, el sistema de áreas geográficas empezó a operar en 1989 ante la Conasami siguió presente la inquietud de llevar adelante el proceso de compactación.

#### Tres Áreas Geográficas (A, B y C)
“El Consejo de Representantes, atendiendo a las reformas establecidas a la Ley Federal del Trabajo a partir del mes de enero de 1988, procede en esta misma Resolución a definir las áreas geográficas que sustituyen a la anterior división del país en zonas económicas para la aplicación de los salarios mínimos. La división de la República Mexicana en áreas geográficas para fines de aplicación de los salarios mínimos en el Área geográfica A, Área geográfica B y Área geográfica C.” (DOF 29-02-1988)
Dos Áreas Geográficas (A y B)
QUINTO.- El Consejo de Representantes valoró las actuales condiciones económicas del país y consideró que justificaban la Revisión de los salarios mínimos generales y profesionales vigentes a partir del 1o. de enero de 2012. En particular, se decidió incrementar los salarios mínimos de la actual área geográfica B para igualarlos con los del área geográfica A, al no existir efectos perceptibles sobre la inflación y el empleo y, en cambio, contribuirá, de manera moderada, a fortalecer el mercado interno en el ámbito regional.  A efecto de evitar posibles confusiones o dudas en la División de la República Mexicana en áreas geográficas para fines salariales, el Consejo de Representantes decidió renombrar a la actual área geográfica "C" como área geográfica "B", sin ninguna modificación en su integración municipal ni en los montos de salarios mínimos general y profesionales que figuran para esa área geográfica C en la Resolución de esta Comisión publicada en el Diario Oficial de la Federación el 19 de diciembre de 2011. (DOF 27-11-2012)
Área Geográfica Única
El Consejo de Representantes destaca como un hecho histórico inédito, con la presente resolución, el que se establezca por primera ocasión un solo salario mínimo general para todo el país, lo que ocurre después de 98 años en que el salario mínimo fue estatuido en la Carta Magna de 1917. De esta forma se atiende a una de las demandas más sentidas del sector de los trabajadores por décadas, en un ambiente de paz laboral y de concordia entre los factores de la producción. (DOF 30-09-2015)
“Los sectores representados en este Consejo nos comprometemos a llevar a cabo la conclusión del proceso de convergencia de los salarios mínimos de las áreas geográficas A y B a partir del próximo mes de octubre de 2015, para llegar a un solo salario mínimo general en todo el país, el de la actual área geográfica A, y a un solo salario mínimo profesional, el de la actual área geográfica A, para cada una de las ocupaciones comprendidas en el Listado de profesiones, oficios y trabajos especiales para los que rigen salarios mínimos profesionales, respetando lo establecido en el artículo 570 de la Ley Federal del Trabajo”.
Dos Áreas Geográficas (Zona Libre de la Frontera Norte y Salarios Mínimos Generales)
El 6 de diciembre de 2018, la C. Secretaría del Trabajo y Previsión Social hizo llegar al Presidente de Conasami la solicitud de revisión de los salarios mínimos sustentada con el estudio “Propuesta de recuperación del salario mínimo a nivel nacional y en la Zona Libre de la Frontera Norte”, por lo cual se decidió que para la aplicación de los salarios mínimos en la República Mexicana habrá dos áreas geográficas: El área geográfica de la Zona Libre de la Frontera Norte, integrada por los siguientes municipios: Ensenada, Playas de Rosarito, Mexicali, Tecate y Tijuana, en el Estado de Baja California; San Luis Río Colorado, Puerto Peñasco, General Plutarco Elías Calles, Caborca, Altar, Sáric, Nogales, Santa Cruz, Cananea, Naco y Agua Prieta, en el Estado de Sonora; Janos, Ascensión, Juárez, Práxedis G. Guerrero, Guadalupe, Coyame del Sotol, Ojinaga y Manuel Benavides, en el Estado de Chihuahua; Ocampo, Acuña, Zaragoza, Jiménez, Piedras Negras, Nava, Guerrero e Hidalgo, en el Estado de Coahuila de Zaragoza; Anáhuac, en el Estado de Nuevo León; y Nuevo Laredo, Guerrero, Mier, Miguel Alemán, Camargo, Gustavo Díaz Ordaz, Reynosa, Río Bravo, Valle Hermoso y Matamoros, en el Estado de Tamaulipas; y, el área de Salarios Mínimos Generales, integrada por el resto de los municipios del país y las demarcaciones territoriales (alcaldías) de la Ciudad de México que conforman la República Mexicana.(DOF 26-12-2018)
|                         | Salario Mínimo en las Zonas Geográficas |                   |                   |                   |                   |
| Vigentes a partir de:   | Grupos Salariales                       | Grupos Salariales | Grupos Salariales | Grupos Salariales | Grupos Salariales |
|                         | 1                                       | 2                 | 3                 | 4                 | 5                 |
| 1° de enero de 1982     | 200                                     | 225               | 255               | 275               | 280               |
| 1° de noviembre de 1982 | 260                                     | 292.50            | 331.50            | 357.50            | 364               |
| 1° de enero de 1983     | 325                                     | 364               | 415               | 455               |                   |
| 14 de junio de 1983     | 380                                     | 421               | 478               | 523               |                   |
| 1° de enero de 1984     | 495                                     | 550               | 625               | 680               |                   |
| 11 de junio de 1984     | 600                                     | 660               | 750               | 816               |                   |
| 1° enero de 1985        | 780                                     | 860               | 975               | 1,060             |                   |
| 4 de julio de 1985      | 921                                     | 1,015             | 1,150             | 1,125             |                   |
| 1 de enero de 1986      | 1,340                                   | 1,520             | 1,650             |                   |                   |
| 1 de junio de 1986      | 1,675                                   | 1,900             | 2,065             |                   |                   |
| 22 de octubre de 1986   | 2,060                                   | 2,290             | 2,480             |                   |                   |
| 1 de enero de 1987      | 2,535                                   | 2,820             | 3,050             |                   |                   |
| 1 de abril de 1987      | 3,045                                   | 3,386             | 3,660             |                   |                   |
| 1 de julio de 1987      | 3,750                                   | 4,165             | 4,500             |                   |                   |
| 1 de octubre de 1987    | 4,690                                   | 5,210             | 5,625             |                   |                   |
| 16 de diciembre de 1987 | 5,395                                   | 5,990             | 6,470             |                   |                   |
| 1° de enero de 1988     | 6,475                                   | 7,190             | 7,765             |                   |                   |
|                         | Áreas Geográficas                       |                   |                   |                   |                   |
|                         | A                                       | B                 | C                 |                   |                   |
| 1° de marzo de 1988     | 8,000                                   | 7,405             | 6,670             |                   |                   |
| 1° de enero de 1989     | 8,640                                   | 7,995             | 7,205             |                   |                   |
| 1° de julio de 1989     | 9,160                                   | 8,475             | 7,640             |                   |                   |
| 1° de enero de 1990     | 10,080                                  | 9,325             | 8,405             |                   |                   |
| 1° de enero de 1991     | 11,900                                  | 11,000            | 9,920             |                   |                   |
| 1° de enero de 1992     | 13,330                                  | 12,320            | 11,115            |                   |                   |
| 1° de enero de 1993     | 14.27                                   | 13.26             | 12.05             |                   |                   |
| 1° de enero de 1994     | 15.27                                   | 14.19             | 12.89             |                   |                   |
| 1° de enero de 1995     | 16.34                                   | 15.18             | 13.79             |                   |                   |
| 4 de diciembre de 1995  | 20.15                                   | 18.70             | 17.00             |                   |                   |
| 1° de enero de 1996     | 20.15                                   | 18.70             | 17.00             |                   |                   |
| 1° de abril de 1996     | 22.60                                   | 20.95             | 19.05             |                   |                   |
| 1° de enero de 1997     | 26.45                                   | 24.50             | 22.50             |                   |                   |
| 1° de enero de 1998     | 30.20                                   | 28.00             | 26.05             |                   |                   |
| 1° de enero de 1999     | 34.45                                   | 31.90             | 29.70             |                   |                   |
| 1° de enero de 2000     | 37.90                                   | 35.10             | 32.70             |                   |                   |
| 1° de enero de 2001     | 40.35                                   | 37.95             | 35.85             |                   |                   |
| 1° de enero de 2002     | 42.15                                   | 40.10             | 38.30             |                   |                   |
| 1° de enero de 2003     | 43.65                                   | 41.85             | 40.30             |                   |                   |
| 1° de enero de 2004     | 45.24                                   | 43.73             | 42.11             |                   |                   |
| 1° de enero de 2005     | 46.80                                   | 45.35             | 44.05             |                   |                   |
| 1° de enero de 2006     | 48.67                                   | 47.16             | 45.81             |                   |                   |
| 1° de enero de 2007     | 50.57                                   | 49.00             | 47.60             |                   |                   |
| 1° de enero de 2008     | 52.59                                   | 50.96             | 49.50             |                   |                   |
| 1° de enero de 2009     | 54.80                                   | 53.26             | 51.95             |                   |                   |
| 1° de enero de 2010     | 57.46                                   | 55.84             | 54.47             |                   |                   |
| 1° de enero de 2011     | 59.82                                   | 58.13             | 56.70             |                   |                   |
| 1° de enero de 2012     | 62.33                                   | 60.57             | 59.08             |                   |                   |
| 27 de noviembre de 2012 | 62.33                                   | 59.08             |                   |                   |                   |
| 1° de enero de 2013     | 64.76                                   | 61.38             |                   |                   |                   |
| 1° de enero de 2014     | 67.29                                   | 63.77             |                   |                   |                   |
| 1° de enero de 2015     | 70.10                                   | 66.45             |                   |                   |                   |
| 1° de abril de 2015     | 70.10                                   | 68.28             |                   |                   |                   |
|                         | Única                                   |                   |                   |                   |                   |
| 1° de enero de 2016     | 73.04                                   |                   |                   |                   |                   |
| 1° de enero de 2017     | 80.04                                   |                   |                   |                   |                   |
| 1° de enero de 2018     | 88.36                                   |                   |                   |                   |                   |
|                         | Resto del País                          | ZLFN              |                   |                   |                   |
| 1° de enero de 2019     | 102.68                                  | 176.72            |                   |                   |                   |
| 1° de enero de 2020     | 123.22                                  | 185.56            |                   |                   |                   |
| 1° de enero de 2021     | 141.70                                  | 213.39            |                   |                   |                   |
|                         |                                         |                   |                   |                   |                   |

```
Nota: A partir de 1993 la moneda nacional son los nuevos pesos.
```

### Salarios Mínimos Profesiones
Los salarios mínimos profesionales se crean mediante la reforma del Artículo 123 de la Constitución en 1962, misma con la que se creó la Comisión Nacional de los Salarios Mínimos (Conasami) y 111 Comisiones Regionales. Las Comisiones Regionales eran las encargadas de proponer un monto para el salario mínimo general y profesionales de cada región, los cuales serían ratificados por el Consejo de Representantes de la Conasami. 
Pese a que la Conasami y las Comisiones Regionales empezaron a operar en 1963, la fijación de los primeros salarios mínimos profesionales se dio hasta 1966, aunque de manera accidentada, ya que las comisiones regionales dejaban su fijación en manos de la Comisión Nacional y ésta no se hacía en la misma fecha que el salario mínimo general.
Desde su creación se han fijado 94 profesiones, oficios o trabajos especiales diferentes. Con el paso del tiempo 32 se han eliminado, cuatro han cambiado de nombre y dos se fusionaron, con lo que en 2021 el número de salarios mínimos profesionales es de 61.
| Año       | Número de salarios mínimos profesionales |
| 1966-1967 | 11                                       |
| 1968-1969 | 25                                       |
| 1970-1971 | 36                                       |
| 1972-1973 | 47                                       |
| 1974-1975 | 63                                       |
| 1976      | 78                                       |
| 1977      | 80                                       |
| 1978-1979 | 82                                       |
| 1980-1981 | 85                                       |
| 1982-1991 | 86                                       |
| 1992-2004 | 88                                       |
| 2005      | 87                                       |
| 2006-2007 | 86                                       |
| 2008-2009 | 84                                       |
| 2010      | 73                                       |
| 2011      | 72                                       |
| 2012      | 70                                       |
| 2013      | 67                                       |
| 2014-2020 | 59                                       |
| 2021      | 61                                       |

## Salarios Mínimos y Zonas Salariales Vigentes

### Salarios Mínimos Vigentes
Los salarios mínimos generales que tendrán vigencia a partir del 1 de enero de 2021, se incrementarán en 15%, serán de $213.39 pesos diarios por jornada diaria de trabajo en el área geográfica de la Zona Libre de la Frontera Norte, cuyo incremento se compone de $15.75 pesos de MIR más un factor por fijación del 6%, y para el Resto del país el salario mínimo general será de $141.70 pesos diarios, por jornada diaria de trabajo, cuyo incremento se compone de $10.46 pesos de MIR más 6% de aumento por fijación.

### Zonas salariales Vigentes
a.    Zonas salariales vigentes
Para fines de aplicación de los salarios mínimos en la República Mexicana habrá dos áreas geográficas: El área geográfica de la "Zona Libre de la Frontera Norte" y  El área geográfica del "Resto del país". (DOF 23-12-2020)

## Salarios Mínimos Profesionales Vigentes
| Nº | Profesiones, oficios y trabajos especiales                                                                 | ZLFN    | Resto del país |
| -- | --- | ------- | -------------- |
| 1  | Albañilería, oficial de                                                                                    | $213.39 | $163.46        |
| 2  | Boticas, farmacias y droguerías, dependiente de mostrador en                                               | $213.39 | $144.49        |
| 3  | Buldozer y/o traxcavo, operador de                                                                         | $213.39 | $171.24        |
| 4  | Cajero(a) de máquina registradora                                                                          | $213.39 | $147.00        |
| 5  | Cantinero preparador de bebidas                                                                            | $213.39 | $150.01        |
| 6  | Carpintero de obra negra                                                                                   | $213.39 | $163.46        |
| 7  | Carpintero en fabricación y reparación de muebles, oficial                                                 | $213.39 | $160.77        |
| 8  | Cocinero(a), mayor(a) en restaurantes, fondas y demás establecimientos de preparación y venta de alimentos | $213.39 | $165.53        |
| 9  | Colchones, oficial en fabricación y reparación de                                                          | $213.39 | $151.49        |
| 10 | Colocador de mosaicos y azulejos, oficial                                                                  | $213.39 | $160.20        |
| 11 | Construcción de edificios y casas habitación, yesero en                                                    | $213.39 | $152.56        |
| 12 | Cortador en talleres y fábricas de manufactura de calzado, oficial                                         | $213.39 | $148.56        |
| 13 | Costurero(a) en confección de ropa en talleres o fábricas                                                  | $213.39 | $146.79        |
| 14 | Costurero(a) en confección de ropa en trabajo a domicilio                                                  | $213.39 | $150.64        |
| 15 | Chofer acomodador de automóviles en estacionamientos                                                       | $213.39 | $153.56        |
| 16 | Chofer de camión de carga en general                                                                       | $213.39 | $166.82        |
| 17 | Chofer de camioneta de carga en general                                                                    | $213.39 | $162.09        |
| 18 | Chofer operador de vehículos con grúa                                                                      | $213.39 | $155.92        |
| 19 | Draga, operador de                                                                                         | $213.39 | $172.82        |
| 20 | Ebanista en fabricación y reparación de muebles, oficial                                                   | $213.39 | $163.09        |
| 21 | Electricista instalador y reparador de instalaciones eléctricas, oficial                                   | $213.39 | $160.20        |
| 22 | Electricista en la reparación de automóviles y camiones, oficial                                           | $213.39 | $161.75        |
| 23 | Electricista reparador de motores y/o generadores en talleres de servicio, oficial                         | $213.39 | $155.92        |
| 24 | Empleado de góndola, anaquel o sección en tiendas de autoservicio                                          | $213.39 | $144.07        |
| 25 | Encargado de bodega y/o almacén                                                                            | $213.39 | $149.21        |
| 26 | Ferreterías y tlapalerías, dependiente de mostrador en                                                     | $213.39 | $152.19        |
| 27 | Fogonero de calderas de vapor                                                                              | $213.39 | $157.06        |
| 28 | Gasolinero, oficial                                                                                        | $213.39 | $146.79        |
| 29 | Herrería, oficial de                                                                                       | $213.39 | $158.13        |
| 30 | Hojalatero en la reparación de automóviles y camiones, oficial                                             | $213.39 | $160.77        |
| 31 | Jornalero (a) agrícola                                                                                     | $213.39 | $160.19        |
| 32 | Lubricador de automóviles, camiones y otros vehículos de motor                                             | $213.39 | $147.90        |
| 33 | Manejador en granja avícola                                                                                | $213.39 | $142.51        |
| 34 | Maquinaria agrícola, operador de                                                                           | $213.39 | $164.27        |
| 35 | Máquinas para madera en general, oficial operador de                                                       | $213.39 | $157.06        |
| 36 | Mecánico en reparación de automóviles y camiones, oficial                                                  | $213.39 | $168.82        |
| 37 | Montador en talleres y fábricas de calzado, oficial                                                        | $213.39 | $148.56        |
| 38 | Peluquero (a) y cultor (a) de belleza                                                                      | $213.39 | $153.56        |
| 39 | Pintor de automóviles y camiones, oficial                                                                  | $213.39 | $158.13        |
| 40 | Pintor de casas, edificios y construcciones en general, oficial                                            | $213.39 | $157.06        |
| 41 | Planchador a máquina en tintorerías, lavanderías y establecimientos similares                              | $213.39 | $147.00        |
| 42 | Plomero en instalaciones sanitarias, oficial                                                               | $213.39 | $157.34        |
| 43 | Radiotécnico reparador de aparatos eléctricos y electrónicos, oficial                                      | $213.39 | $163.09        |
| 44 | Recamarero(a) en hoteles, moteles y otros establecimientos de hospedaje                                    | $213.39 | $144.07        |
| 45 | Refaccionarias de automóviles y camiones, dependiente de mostrador en                                      | $213.39 | $149.21        |
| 46 | Reparador de aparatos eléctricos para el hogar, oficial                                                    | $213.39 | $155.33        |
| 47 | Reportero(a) en prensa diaria impresa                                                                      | $213.39 | $317.29        |
| 48 | Reportero(a) gráfico(a) en prensa diaria impresa                                                           | $213.39 | $317.29        |
| 49 | Repostero o pastelero                                                                                      | $213.39 | $163.46        |
| 50 | Sastrería en trabajo a domicilio, oficial de                                                               | $213.39 | $164.27        |
| 51 | Secretario(a) auxiliar                                                                                     | $213.39 | $168.48        |
| 52 | Soldador con soplete o con arco eléctrico                                                                  | $213.39 | $161.75        |
| 53 | Tablajero y/o carnicero en mostrador                                                                       | $213.39 | $153.56        |
| 54 | Tapicero de vestiduras de automóviles, oficial                                                             | $213.39 | $155.92        |
| 55 | Tapicero en reparación de muebles, oficial                                                                 | $213.39 | $155.92        |
| 56 | Trabajador (a) del hogar                                                                                   | $213.39 | $154.03        |
| 57 | Trabajo social, técnico(a) en                                                                              | $213.39 | $182.52        |
| 58 | Vaquero ordeñador a máquina                                                                                | $213.39 | $144.07        |
| 59 | Velador | $213.39 | $146.79        |
| 60 | Vendedor de piso de aparatos de uso doméstico                                                              | $213.39 | $150.64        |
| 61 | Zapatero en talleres de reparación de calzado, oficial                                                     | $213.39 | $148.56        |